# 杉並区立角川庭園
杉並区立角川庭園（すぎなみくりつかどかわていえん）は、東京都杉並区荻窪にある区立の都市公園である。日本文学研究者で角川書店の創立者である角川源義の自邸を整備し、2009年（平成21年）5月10日に開園した。
敷地内には、近代数奇屋造の邸宅が残されており、幻戯山房～すぎなみ詩歌館～と名付けられて、展示室、詩歌室、茶室として利用されている。

## 幻戯山房～すぎなみ詩歌館～
旧角川源義宅。旧書斎が展示室とされて、角川源義にゆかりのある品や俳句などが展示されているほか、詩歌室、茶室が設けられている。2009年（平成21年）11月に、国の登録有形文化財に登録されている。
- 設計：加倉井昭夫
- 構造：木造2階建（一部鉄骨造、RC造）、瓦葺き、一部腰葺銅板葺[1]
- 延床面積：327.72m2
- 竣工：1955年（昭和30年）（一部1973年（昭和48年））

## データ
- 開園時間：9:00 - 17:00
- 休園日：毎週水曜日、年末年始（12月28日 - 1月4日）
- 入園料：無料
- 交通：JR東日本中央線荻窪駅南口より徒歩約12分